# 雙角冰杜父魚
雙角冰杜父魚，為輻鰭魚綱鮋形目杜父魚亞目杜父魚科的其中一種，為溫帶海水魚，分布於北大西洋加拿大哈德遜灣、紐芬蘭、格陵蘭、冰島、挪威等海域，棲息深度0-930公尺，體長可達15.7公分，棲息在砂泥底質或岩石底質底層水域，以甲殼類及多毛類為食，生活習性不明。

## 扩展阅读
維基物種上的相關：雙角冰杜父魚